# Pseudoauricularia papuana
Pseudoauricularia là một chi nấm trong họ Agaricaceae. Đây là chi đơn loài, chứa một loài Pseudoauricularia papuana.